# گل‌برنجی ساحلی
گل‌برنجی ساحلی (نام علمی: Pimelea actea) نام یک گونه از سرده گل‌برنجی‌ها است.